# Deneb
Deneb (α Cygni) je nejjasnější hvězda souhvězdí Labutě a jedna z nejvýraznějších hvězd na noční obloze. Nachází se zhruba 3000 světelných let od Země, přesto je díky své mimořádné jasnosti viditelná i pouhým okem. Deneb má zdánlivou velikost +1,25 a patří mezi nejzářivější známé hvězdy v naší Galaxii.
Jde o bílého veleobra spektrální třídy A2 Ia, s absolutní magnitudou asi −8,4, čemuž odpovídá více než stotisícinásobná svítivost Slunce. Moderní studie udávají svítivost v rozmezí (1,6–2,0)×10^5 L_☉ a hmotnost přibližně 20–25 M_☉. Deneb je jedním z vrcholů nápadného asterismu Letního trojúhelníku (společně s Vegou a Altairem).

## Charakteristika hvězdy
Deneb má poloměr asi 200násobný oproti Slunci. Povrchová teplota se pohybuje okolo 8500 K, což hvězdě propůjčuje bílou až jemně namodralou barvu. Patří mezi mírně proměnné hvězdy typu Alfa Cygni, což znamená, že vykazuje nepravidelné změny jasnosti způsobené pulzacemi a nestabilitami ve vnějších vrstvách.  
Díky své velké vzdálenosti, asi 3000 světelných let, je Deneb jednou z nejvzdálenějších hvězd pozorovatelných pouhým okem. Kdyby se nacházela ve stejné vzdálenosti jako Sirius (8,6 světelných let), byla by její jasnost na obloze srovnatelná s Měsícem v úplňku.

### Vývoj hvězdy
Deneb se nachází v pokročilé fázi vývoje hmotné hvězdy. Po vyčerpání vodíku v jádře se z hvězdy stal veleobr, který spaluje těžší prvky. Předpokládá se, že svůj život zakončí jako supernova typu II, na jejíž pozůstatku vznikne neutronová hvězda či černá díra. Vysoká míra úbytku hmoty způsobená hvězdným větrem ovlivňuje jak její další vývoj, tak okolní mezihvězdné prostředí. Struktura tohoto hvězdného větru je předmětem intenzivního výzkumu.

### Význam pro astrofyziku
Deneb je prototypem proměnných hvězd typu Alfa Cygni a hraje důležitou roli při studiu závěrečných fází vývoje masivních hvězd. Analýza její atmosféry, hvězdného větru a celkové variabilty napomáhá lepšímu pochopení procesů při tvorbě těžších prvků, chemického obohacování mezihvězdné látky a evoluce galaxií.

## Pozorování
Deneb je snadno viditelný na letní obloze severní polokoule. Patří k vrcholům tzv. letního trojúhelníku a je součástí asterismu Severního kříže v rámci souhvězdí Labutě. Pokud bychom jej chtěli najít, stačí vyhledat nejjasnější hvězdy Labutě – Deneb tvoří zadní část (ocas) mytické Labutě.

## Kulturní význam
Název „Deneb“ pochází z arabského slova ذنب (Dhanab), které znamená „ocas“, neboť ve starověkých představách představuje ocas Labutě. V čínské astronomii je Deneb znám jako Tchien-ťin (天津, „Nebeský brod“) a bývá spojován se známou legendou o Altairu a Vezze (Niulang a Zhinü).

## Deneb v kultuře
- V povídce „Stroj, který vyhrál válku“ od Isaaca Asimova (ve sbírce Sny robotů) vystupuje Deneb jako domovská soustava nepřátelské civilizace.[10]
- Ve stejné sbírce, v povídce „Pocit moci“, Asimov zmiňuje pokračující konflikt se světem Denebu.[11]

## Základní údaje
| Parametr                   | Hodnota                |
| -------------------------- | ---------------------- |
| Zdánlivá hvězdná velikost  | +1,25                  |
| Absolutní hvězdná velikost | −8,4                   |
| Rektascenze (RA)           | 20h41m25,9s            |
| Deklinace (DEC)            | +45° 16′ 49″           |
| Spektrální klasifikace     | A2 Ia                  |
| Hmotnost                   | ~20–25 M_☉             |
| Svítivost                  | (1,6–2,0)×10^5 L_☉     |
| Teplota povrchu            | ~8500 K                |
| Poloměr                    | ~200 R_☉               |
| Vzdálenost                 | ~3000 ly (802 ± 66 pc) |